# Dir (comandă)
 În informatică, dir (director) este o comandă folosită pentru listarea fișierelor și directoarelor din calculator.

## Implementări
Comanda este disponibilă în linia de comandă (CLI) a sistemelor de operare DR CP/M, MP/M, Intel ISIS-II, iRMX 86, MetaComCo TRIPOS, DOS, IBM/Toshiba 4690 OS, IBM OS/2, Microsoft Windows, Singularity, ReactOS, AROS, și în interfața liniei de comandă DCL utilizate pe DEC VMS, RT-11 și RSX-11. De asemenea, este furnizat cu OS/8 ca un CUSP (Program de sistem des folosit). 
Pe MS-DOS, comanda este disponibilă în versiunile 1 și ulterioare. Este disponibil și în emulatorul MS-DOS open source DOSBox . 
Mediile de calcul numerice MATLAB și GNU Octave includ o funcție dir cu funcționalități similare.

## Exemple

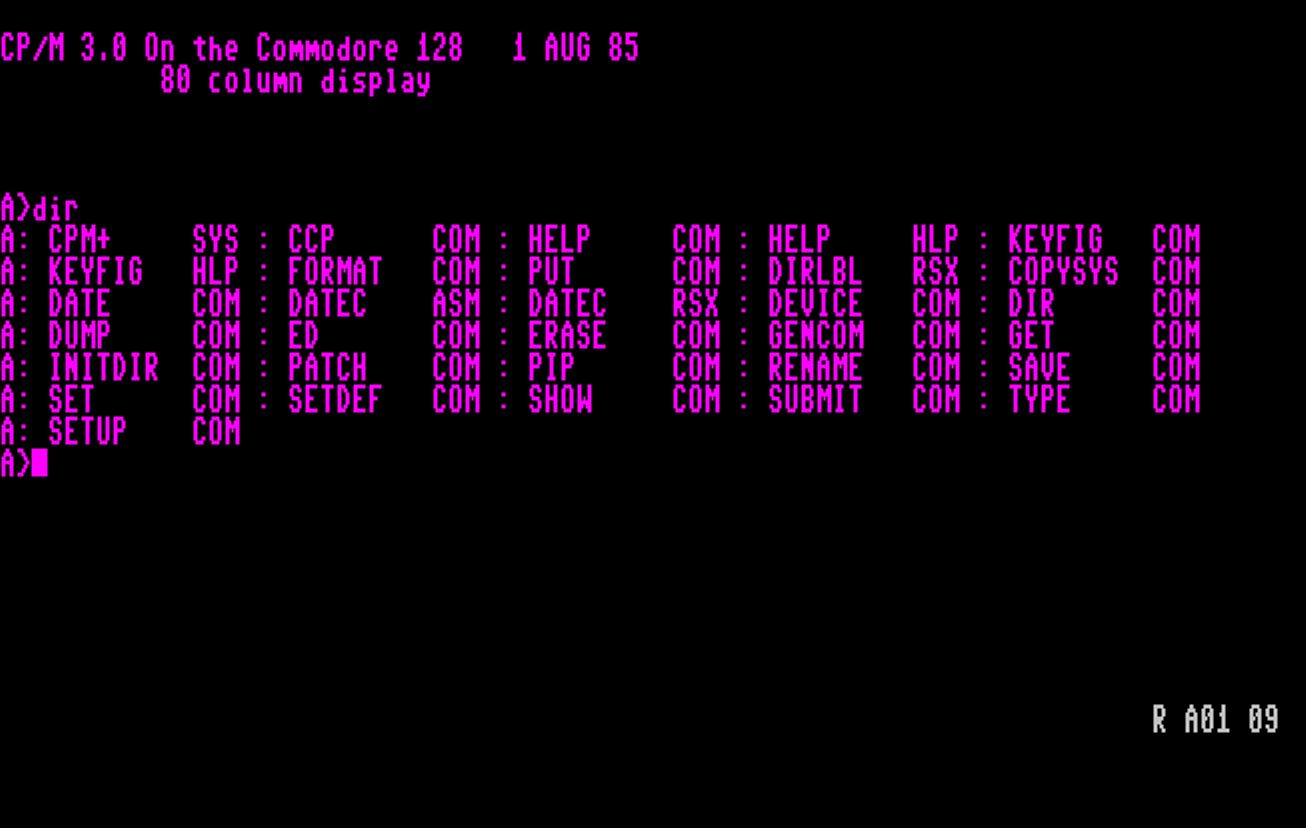
Captură de ecran care prezintă o listă de directoare CP/M 3.0 pe un computer Commodore 128.

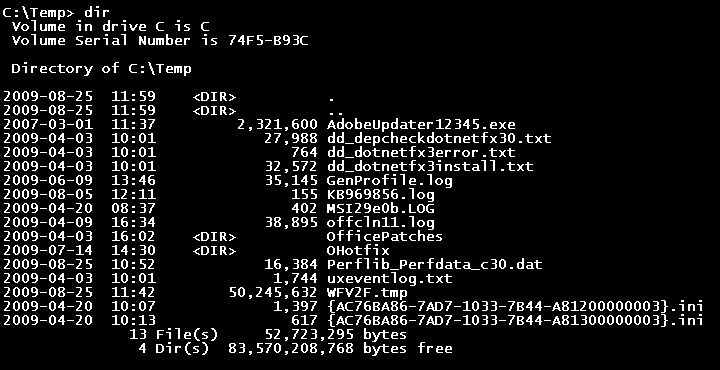
Captură de ecran a unei ferestre de linie de comandă Microsoft Windows care prezintă o listă de directoare.

### DOS, Windows, ReactOS
Enumeră toate fișierele și directoarele din directorul de lucru curent. 
```
dir 
```

Enumeră orice fișiere text și fișiere pachet (cu extensia numelui fișierului .txt sau .bat). 
```
dir *.txt *.bat 
```

Enumerați recursiv toate fișierele și directoarele din directorul specificat și orice subdirectoare, în format larg, oprindu-vă după fiecare ecran de ieșire. Numele directorului este inclus în ghilimele duble drepte (" "), pentru a preveni interpretarea acestuia ca două opțiuni de linie de comandă separate, deoarece conține un caracter blanc. 
```
 dir /s /w /p "C:\Documentele" 
```

## Unix
dir nu este o comandă Unix; Unix are, în schimb, comanda analoagă ls. Sistemul de operare Linux, însă, are o comandă dir "care este echivalentă cu ls -C -b ; adică, în mod implicit, fișierele sunt listate în coloane, sortate vertical, iar caracterele speciale sunt reprezentate cu caractere de scăpare alăturate".

## Citire suplimentară
- Wolverton, Van (1990). MS-DOS Commands: Microsoft Quick Reference, 4th Revised edition. Microsoft Press. ISBN 978-1556152894.
- Kathy Ivens; Brian Proffit (1993). OS/2 Inside & Out. Osborne McGraw-Hill. ISBN 978-0078818714.
- Frisch, Æleen (2001). Windows 2000 Commands Pocket Reference. O'Reilly. ISBN 978-0-596-00148-3.